# Scanno
Scanno es un municipio italiano de 2.043 habitantes de la provincia de L'Aquila, en la región de los Abruzos (Italia central).

## Geografía
Hay callejones y calles estrechas. Los municipios colindantes con este son Anversa degli Abruzzi, Barrea, Bisegna, Bugnara, Civitella Alfedena, Introdacqua, Opi, Pescasseroli, Pettorano sul Gizio, Rivisondoli, Rocca Pia, Villalago y Villetta Barrea.
Su territorio forma parte de la Comunità montana Peligna; además se encuentra en el interior del parque nacional de Abruzos, Lacio y Molise. En los alrededores de Scanno está el Lago di Scanno y senderos naturales.

## Historia
El origen del nombre se remonta a scamnum (taburete) por cuanto a los latinos la cumbre del centro histórico les parecía un escabel.

Como resulta de una lápida romana conservada en el Museo della lana Scanno estaba ya habitada en época romana, siendo probablemente el extremo norte del territorio de los samnitas. 
Durante las invasiones bárbaras Scanno quedó ilesa por la estructura defensiva de los montes que rodean el país, pero durante las invasiones sarracenas antes y la otomana después no tuvo la misma suerte.

De este período recibe Scanno las influencias orientales en el vestido femenino típico de la región, cuyo tocado parece un turbante.

Durante la Edad Media siguió el destino feudal del condado peligno. Durante un breve período, durante la Segunda Guerra Mundial el anterior presidente italiano Carlo Azeglio Ciampi fue un refugiado en esta ciudad.

## Lugares de interés
Destaca sobre todo la iglesia de Santa Maria della Valle, bajo la advocación de la Asunción de María. Tiene tres naves. El exterior es de estilo románico realizado en piedra local. En las primeras columnas sobreviven trazas de frescos medievales. 

## Evolución demográfica
| Gráfica de evolución demográfica de Scanno entre 1861 y 2001 |
|                                                              |
| Fuente ISTAT - elaboración gráfica de Wikipedia              |

- Datos: Q50148
- Multimedia: Scanno / Q50148

1. ↑  Worldpostalcodes.org, código postal n.º 67038.
2. ↑  «Codici Catastali». Comuni-italiani.it (en italiano). Consultado el 29 de abril de 2017.